# Winners Open 2021
WTA Romanian Open 2021, còn được biết đến với Winners Open 2021 vì lý do tài trợ, là một giải quần vợt nữ chuyên nghiệp thi đấu trên mặt sân đất nện ngoài trời tại Winners Sports Club ở Cluj-Napoca. Đây là lần thứ 1 giải đấu được tổ chức và là một phần của WTA Tour 2021.

## Nội dung đơn

### Hạt giống
| Quốc gia | Tay vợt             | Xếp hạng1 | Hạt giống |
| -------- | ------------------- | --------- | --------- |
| FRA      | Alizé Cornet        | 63        | 1         |
| GER      | Andrea Petkovic     | 97        | 2         |
| ROU      | Ana Bogdan          | 101       | 3         |
| ITA      | Martina Trevisan    | 102       | 4         |
| ROU      | Elena-Gabriela Ruse | 105       | 5         |
| SLO      | Kaja Juvan          | 114       | 6         |
| BUL      | Viktoriya Tomova    | 119       | 7         |
| SVK      | Kristína Kučová     | 120       | 8         |

- Bảng xếp hạng vào ngày 26 tháng 7 năm 2021.[2]

### Vận động viên khác
Đặc cách:
- Alex Eala
- Elena-Gabriela Ruse
- Briana Szabó
- Evelyne Tiron

Bảo toàn thứ hạng:
- Andrea Petkovic

Vượt qua vòng loại:
- Alexandra Dulgheru
- Jana Fett
- Aleksandra Krunić
- Seone Mendez
- Paula Ormaechea
- Panna Udvardy

### Rút lui
Trước giải đấu
- Tímea Babos → thay thế bởi  Katarzyna Kawa
- Irina-Camelia Begu → thay thế bởi  Viktória Kužmová
- Elisabetta Cocciaretto → thay thế bởi  Mihaela Buzărnescu
- Zarina Diyas → thay thế bởi  Jaqueline Cristian
- Sara Errani → thay thế bởi  Kristína Kučová
- Viktorija Golubic → thay thế bởi  Mayar Sherif
- Polona Hercog → thay thế bởi  Anna Karolína Schmiedlová
- Tereza Martincová → thay thế bởi  Lesia Tsurenko
- Jasmine Paolini → thay thế bởi  Réka Luca Jani
- Arantxa Rus → thay thế bởi  Çağla Büyükakçay
- Patricia Maria Țig → thay thế bởi  Lara Arruabarrena

## Nội dung đôi

### Hạt giống
| Quốc gia | Tay vợt             | Quốc gia | Tay vợt           | Xếp hạng1 | Hạt giống |
| -------- | ------------------- | -------- | ----------------- | --------- | --------- |
| SVK      | Viktória Kužmová    | POL      | Alicja Rosolska   | 140       | 1         |
| SRB      | Aleksandra Krunić   | BLR      | Lidziya Marozava  | 150       | 2         |
| ESP      | Lara Arruabarrena   | ROU      | Andreea Mitu      | 186       | 3         |
| GEO      | Oksana Kalashnikova | SVK      | Tereza Mihalíková | 233       | 4         |

- Bảng xếp hạng vào ngày 26 tháng 7 năm 2021.

### Vận động viên khác
Đặc cách:
- Ana Bogdan /  Jaqueline Cristian
- Miriam Bulgaru /  Irina Fetecău

Bảo toàn thứ hạng:
- Alexandra Panova /  Julia Wachaczyk

### Rút lui
Trước giải đấu
- Irina-Camelia Begu /  Andreea Mitu → thay thế bởi  Lara Arruabarrena /  Andreea Mitu
- Anna Bondár /  Fanny Stollár → thay thế bởi  Katarzyna Piter /  Mayar Sherif
- Anna Danilina /  Ulrikke Eikeri → thay thế bởi  Anna Bondár /  Ulrikke Eikeri
- Viktória Kužmová /  Arantxa Rus → thay thế bởi  Alena Fomina /  Ekaterina Yashina
- Vivian Heisen /  Alicja Rosolska → thay thế bởi  Viktória Kužmová /  Alicja Rosolska
- Ekaterine Gorgodze /  Paula Kania-Choduń → thay thế bởi  Oana Georgeta Simion /  Gabriela Talabă

## Nhà vô địch

### Đơn
- Andrea Petkovic đánh bại  Mayar Sherif, 6–1, 6–1.

### Đôi
- Natela Dzalamidze /  Kaja Juvan đánh bại  Katarzyna Piter /  Mayar Sherif, 6–3, 6–4.